# J. V. & C. Randall
J. V. & C. Randall war ein US-amerikanischer Hersteller von Fahrzeugen.

## Unternehmensgeschichte
James Vansant Randall betrieb seit dem 19. Jahrhundert ein Unternehmen zur Kutschenherstellung in Newtown in Pennsylvania. 1895 nahm er seinen Neffen Clarence Randall als Partner auf. Die neue Firmierung lautete J. V. & C. Randall. Weiterhin entstanden überwiegend Kutschen. Ab 1903 wurden auch Automobile hergestellt. Der Markenname lautete Randall. 1905 endete die Kraftfahrzeugproduktion. Danach wurden weiterhin Kurschen hergestellt. Nach 1909 verliert sich die Spur des Unternehmens.
Es gab keine Verbindung zum Hersteller Randall, der ebenfalls Fahrzeuge als Randall anbot.

## Kraftfahrzeuge
Im Angebot stand ein Dreirad mit vorderem Einzelrad. Ein luftgekühlter Zweizylindermotor trieb die Hinterachse an. 107,95 mm Bohrung und 127 mm Hub ergaben 2325 cm³ Hubraum. Zunächst leistete der Motor 8 PS und ab 1905 12 PS. Im gleichen Jahr wurde das anfangs verwendete Friktionsgetriebe durch ein Dreiganggetriebe ersetzt. Die offene Karosserie mit Dach bot Platz für vier Personen. Gelenkt wurde mit einem Lenkhebel. Das Fahrgestell hatte 183 cm Radstand. Das Leergewicht war mit etwa 544 kg angegeben. Der Neupreis betrug 750 US-Dollar.